# Danilo D'Ambrosio
Danilo D'Ambrosio (Napels, 9 september 1988) is een Italiaans voetballer die doorgaans als rechtsback speelt. Hij verruilde Torino in januari 2014 voor Internazionale. D'Ambrosio debuteerde in 2017 in het Italiaans voetbalelftal.

## Clubcarrière
D'Ambrosio speelde in de jeugd bij Salernitana en ACF Fiorentina. In januari 2008 debuteerde hij voor Potenza in de Lega Pro Prima Divisione. In juli 2008 tekende hij voor Juve Stabia. In twee seizoenen speelde hij 48 wedstrijden voor Juve Stabia. Op 12 januari 2010 tekende hij voor Torino, toen actief in de Serie B. Vier dagen later debuteerde hij tegen US Grosseto. Sindsdien speelde hij meer dan 100 competitiewedstrijden voor de tweede club uit Turijn.
Hij werd op 30 januari 2014 voor een bedrag van 1,75 miljoen euro getransfereerd naar Internazionale. Hij tekende daar in eerste instantie tot 2018.

## Interlandcarrière
Onder leiding van bondscoach Giampiero Ventura maakte D'Ambrosio zijn debuut voor de Italiaanse nationale ploeg op dinsdag 28 maart 2017, toen de Squadra Azzurra in een vriendschappelijke wedstrijd in de Amsterdam Arena met 2-1 won van Nederland. Hij viel in de 89ste minuut in voor Matteo Darmian. Andere debutanten namens Italië in die wedstrijd waren Leonardo Spinazzola (Atalanta),  Roberto Gagliardini (Internazionale), Simone Verdi (Bologna) en  Andrea Petagna (Atalanta).

## Erelijst
| Serie A      | 1x | 2020/21 |
| Coppa Italia | 1x | 2021/22 |
| Supercoppa   | 1x | 2021    |

1 Sommer ·
2 Dumfries ·
6 De Vrij ·
7 Zieliński ·
8 Arnautović ·
9 Thuram ·
10 Martínez  ·
11 Correa ·
12 Di Gennario ·
13 Martínez ·
15 Acerbi ·
16 Frattesi ·
17 Buchanan ·
20 Çalhanoğlu ·
21 Asllani ·
22 Mkhitaryan ·
23 Barella ·
28 Pavard ·
30 Augusto ·
31 Bisseck ·
32 Dimarco ·
36 Darmian ·
42 Palacios ·
95 Bastoni ·
99 Taremi ·
Coach: Inzaghi